# RPK-2 Viouga
Le RPK-2 Viouga (en russe : « РПК-2 », « Вьюга » signifiant « blizzard »), aussi désigné 81R et désigné par l'OTAN SS-N-15 « Starfish », est un système de missile anti-sous-marin à ogive nucléaire lancé depuis les sous-marins. Lancé exclusivement depuis les tubes lance-torpilles de 533 mm, il a été conçu dans les années 1960 à Iekaterinbourg, au sein de la République socialiste fédérative soviétique de Russie (RSFSR).

## Caractéristiques
Similaire au système de missile à changement de milieu, acronyme SUBROC en anglais, utilisé par les sous-marins de l'US Navy développé à la même époque, il est conçu pour être tiré depuis les tubes lance-torpilles de 533 mm de diamètre des sous-marins soviétiques. L'accélération du missile, jusqu'à sa percée en surface, est assurée par une combinaison de différents systèmes, selon la version. Une fois sorti de l'eau, un accélérateur à carburant solide le propulse et lui permet de délivrer sa charge utile jusqu'à une distance de 35 km. La charge militaire emportée peut varier entre une « simple » torpille conventionnelle Type-40 et une charge de profondeur à ogive nucléaire de 5 kT,.

## Versions
Deux versions existent, qui sont lancées soit de la surface, soit depuis une position immergée. La seule différence vient du lancement effectué : lorsque le missile est tiré depuis un navire, il effectue d'abord un plongeon dans l'eau avant de ressortir de la surface et allumer son propulseur.

## Utilisateurs

### Ancien
- Union soviétique

### Actuel
- Russie

## Plateformes de tir
Version de surface

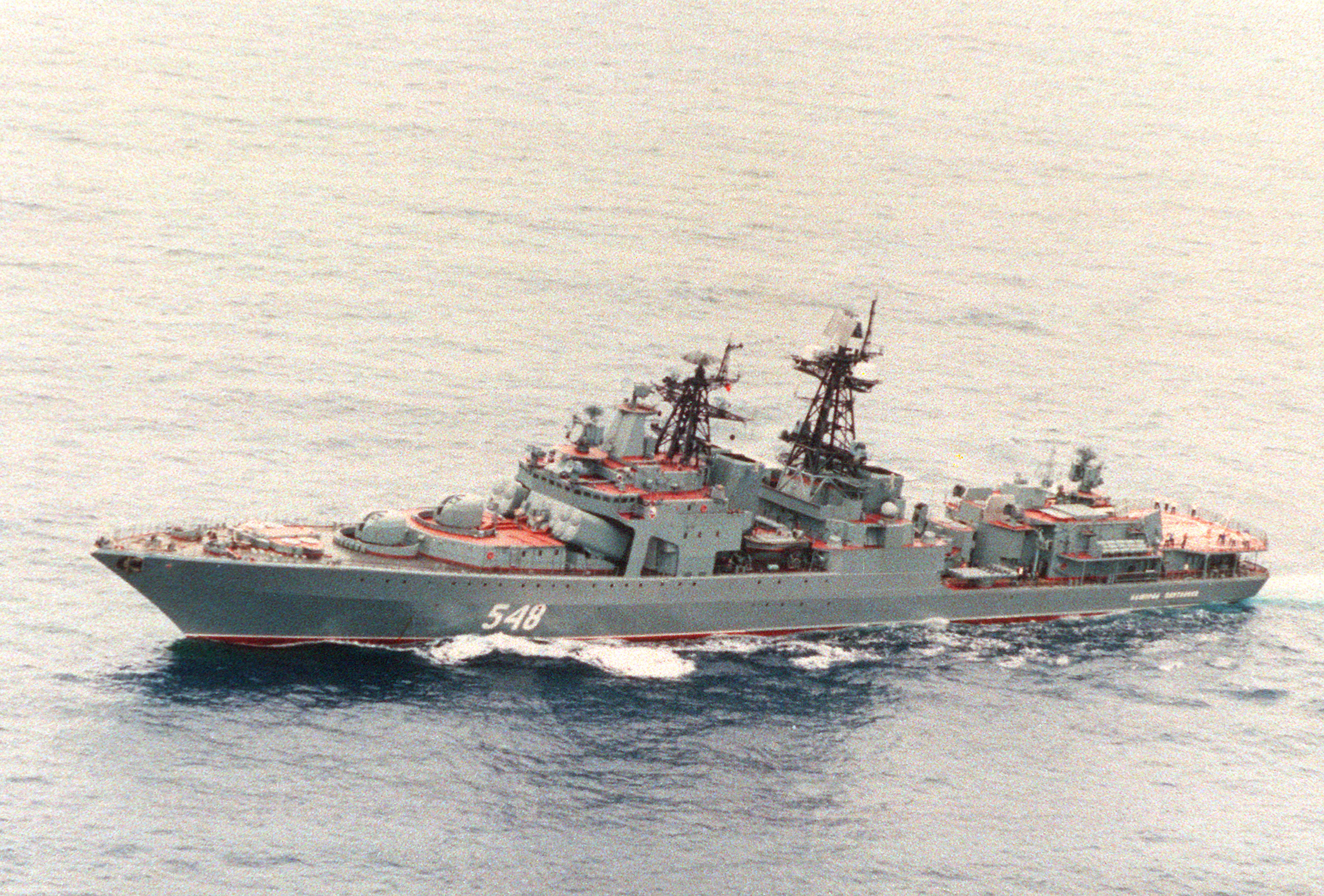
Le destroyer Admiral Panteleyev, de classe Udaloy.

- Croiseurs lance-missiles de classe Slava
- Croiseurs à propulsion nucléaire de classe Kirov
- Frégates de classe Neustrashimy
- Destroyers lance-missiles de classe Udaloy

Version sous-marine
- Classe Akula[1]
- Classe Oscar
- Classe Typhoon
- Classe Delta
- Classe Kilo
- Classe Borei